# Hopfner HV 12
Die Hopfner HV 12, auch Hirtenberg HV 12, war ein österreichisches Reiseflugzeug der 1930er Jahre.

## Geschichte
Das Flugzeug wurde als Einzelanfertigung als Hopfners erstes zweimotoriges Muster im Auftrag von Anton Habsburg-Lothringen  von Árpád Lampich entwickelt. Der Erstflug wurde im Sommer 1935 absolviert. Das Flugzeug mit der Werknummer 28 wurde anfangs als A–150 auf den Erzherzog zugelassen, später zur OE–DEA umregistriert und erhielt nach dem Anschluss Österreichs 1938 das nunmehr deutsche Kennzeichen D–OEEA.

## Konstruktion
Die HV 12 war ein freitragender Schulterdecker in Gemischtbauweise mit einem stoffbespannten, verschweißten Stahlrohrrumpf mit rechteckigem Querschnitt. Die durchgehende Tragfläche war in zweiholmiger Holzbauweise mit Sperrholzbeplankung ausgeführt und besaß einen trapezförmigen Umriss. In ihr waren zwei Kraftstoffbehälter mit je 180 l Inhalt untergebracht. An der Flügelhinterkante befanden sich Spaltquerruder. Am Heck befanden sich Seiten- und Höhenleitwerk, letzteres mit Streben zur Höhenflosse abgestützt. Sämtliche Flossen und Ruder waren als verschweißte Stahlrohrgerippe mit Stoffbespannung ausgebildet. Das abbremsbar Hauptfahrwerk war starr ohne durchgehende Achse mit an den Motorgondeln befestigten Öl-Luft-Federstielen ausgeführt. Am Heck befand sich ein gefedertes Spornrad.

## Technische Daten
| Kenngröße                  | Daten                                      |
| -------------------------- | ------------------------------------------ |
| Besatzung                  | 2                                          |
| Passagiere                 | 4                                          |
| Spannweite                 | 14,1 m                                     |
| Länge                      | 10,4 m                                     |
| Höhe                       | 2,7 m                                      |
| Flügelfläche               | 30,0 m²                                    |
| Flügelstreckung            | 6,6                                        |
| Flächenbelastung           | 66,7 kg/m²                                 |
| Leistungsbelastung         | 7,7 kg/PS                                  |
| Flächenleistung            | 8,7 PS/m²                                  |
| Rüstmasse                  | 1100 kg                                    |
| Startmasse                 | 2000 kg                                    |
| Antrieb                    | zwei luftgekühlte 4-Zylinder-Reihenmotoren |
| Typ                        | de Havilland Gipsy Major                   |
| Startleistung Nennleistung | je 130 PS (96 kW) je 120 PS (88 kW)        |
| Kraftstoffvolumen          | 360 l                                      |
| Höchstgeschwindigkeit      | 205 km/h                                   |
| Reisegeschwindigkeit       | 185 km/h                                   |
| Landegeschwindigkeit       | 85 km/h                                    |
| Steigzeit                  | 6,0 min auf 1000 m Höhe                    |
| Gipfelhöhe                 | 4800 m                                     |
| Reichweite                 | 950 km                                     |